# Michael Logue
Pour les articles homonymes, voir Logue.
Michael Logue, né le 1er octobre 1840 à Duringings et mort le 19 novembre 1924 à Armagh, est un cardinal irlandais créé par Léon XIII.